# Drosophila yangana
Drosophila yangana este o specie de muște din genul Drosophila, familia Drosophilidae, descrisă de José Albertino Rafael și Ana I. Vela în anul 2003.
Este endemică în Ecuador. Conform Catalogue of Life specia Drosophila yangana nu are subspecii cunoscute.